# 石門漁港
石門漁港，是一座位於新北市石門區石門里的第二類漁港，隸屬於金山區漁會，港區南側另有一遊艇碼頭。位於北海岸風景特定區內。

## 沿革
石門漁港鄰近石門市區，日治時期即為一小型避風港，1933年（昭和八年）修築一防坡堤，唯港內設施簡陋，大多數為傳統帆船，主要從事沿海漁業。在第二次世界大戰期間毀於砲火。
1955年由臺灣省政府農林廳漁管處撥款整修，計完成北堤32公尺、南堤40.7公尺及曳船道1處，可供當地小型船筏停靠。
1973年發布實施的「石門都市計畫」，石門漁港在計畫書中被列為港埠用地，於2019年時改為港埠專用區，並將新增相關使用規定。
1993年臺北縣政府為改善本港進港條件，將港口消波堤延長58公尺，1997年再延長防波堤33公尺，延長後港口已獲改善，由於港區南側由北海岸風景區管理所（簡稱北管所，現北觀處）闢建遊艇碼頭泊區，約可容納30艘30噸級遊艇停泊，後因產權問題和營運不善而閒置。為維持該泊區之穩靜，由北管所投資，將防波堤堤線轉向西，延長約70公尺以阻擋東北向波浪。2000年因曳船道損壞而進行改建，2006年時任石門鄉長梁玉雪推動石門洞觀光產業改造案，透過該選區立委吳育昇與觀光局、北觀處官員協商，行政院同意分兩期補助，以總經費1.8億元進行土地徵收和景觀改造，範圍包括了石門漁港。2007及2011年均有進行漁港改善工程。
自2014年起，因設籍漁船過少，被漁業署列為低度使用之二類港，不予補助經費修繕港內設施。
本港船隻多於北部沿海從事流刺網、延繩釣等漁業，漁獲物以捕撈龍蝦、鮸魚、白腹魚等高經濟價值魚種為主，多直接運往鄰近餐廳，龍蝦銷售主要透過富基漁港魚貨直銷中心直銷及外銷日本。

## 周邊
- 石門漁港安檢所
- 石門區公所
- 石門區衛生所
- 石門國中
- 石門國小
- 石門洞
- 新北市政府消防局第六大隊石門分隊
- 新北市立圖書館石門分館
- 石門郵局
- 新北市石門區尖鹿市民活動中心
- 新北市政府警察局金山分局石門分駐所